# Elachista chelonitis
Elachista chelonitis är en fjärilsart som beskrevs av Edward Meyrick 1914. Elachista chelonitis ingår i släktet Elachista och familjen gräsmalar, Elachistidae. Inga underarter finns listade i Catalogue of Life.